# アルキメデスの双子の円

アルベロス（緑）の双子の円（赤）

幾何学において、アルキメデスの双子の円（アルキメデスのふたごのえん、英: Twin circles）は、アルベロスに対して定義される二つの特別な円である。アルベロスは共線点A,B,Cのうち2つを両端とする同じ側の半円で作られる領域（円弧三角形の特別の場合）である。A,B,Cの中央の点を通る、直線ABCの垂線をlとする。アルベロスをlで2つの円弧三角形に分割する。2つの円弧三角形の辺、つまり、アルベロスを成す2つの円とlに接する円をアルキメデスの双子の円という。
アルキメデスの双子の円はアルキメデスの補題の書の命題5が初出であるとみられ、2円は合同であることが示されている。この書籍をアラビア語に翻訳したサービト・イブン・クッラはこの円の功績をアルキメデスに帰した。アルキメデスの円と合同な円の数々はアルキメデスの円と呼ばれるが、これは後年の学者らに帰せられる。

## 構成

アルキメデスの双子の円のアニメーション。

アルベロスの頂点をA,B,Cとする。ただしBは線分AC内にあるとする。また、Dを、アルベロスを構築するもっとも大きい半円（ACを両端とする半円）とBを通るACの垂線の交点とする。L線分BDはアルベロスを2つの部分に分かつ。アルキメデスの双子の円はこの2つの部分の内接円である。
アルキメデスの双子の円は2つの接円と、その一方に接する直線におけるアポロニウスの問題の解となる。
アルキメデスの双子の円に合同な円、アルキメデスの円には、バンコフの円、Schoch の円 (Schoch circles) 、Wooの円 (Woo circles) などがある。

## 作図

双子の円の作図。

上気と同様にA,B,C,Dを定める。また、直径をそれぞれAB,BCとする半円の中心をM1, M2とする。Cを通る半円M1の接線と、BDの交点をS、半円M1との接点をTと定義し、∠DSTの二等分線とM1Tの交点は、一方の双子の円の中心となる。また、双子の円とM1の接点はTとなる。

## 性質
a,bをアルベロスを成す小さい2円の直径とする。アルキメデスの双子の円の半径は次式で表される。
{\displaystyle d={\frac {ab}{a+b}}.}
大きい円の直径を1とすれば、小さい2円の直径はそれぞれs , 1 - sとなって次のようにも表せる。
{\displaystyle d=s(1-s).\,}
相加相乗平均の関係式よりアルキメデスの双子の円の半径が最も大きくなる時は小さい2円の半径が一致するときである。
双子の円に接する円のうち、最も小さい円の半径は{\displaystyle {\sqrt {ab}}}である。